# 戈伊什
40°9′17″N 8°6′38″W / 40.15472°N 8.11056°W

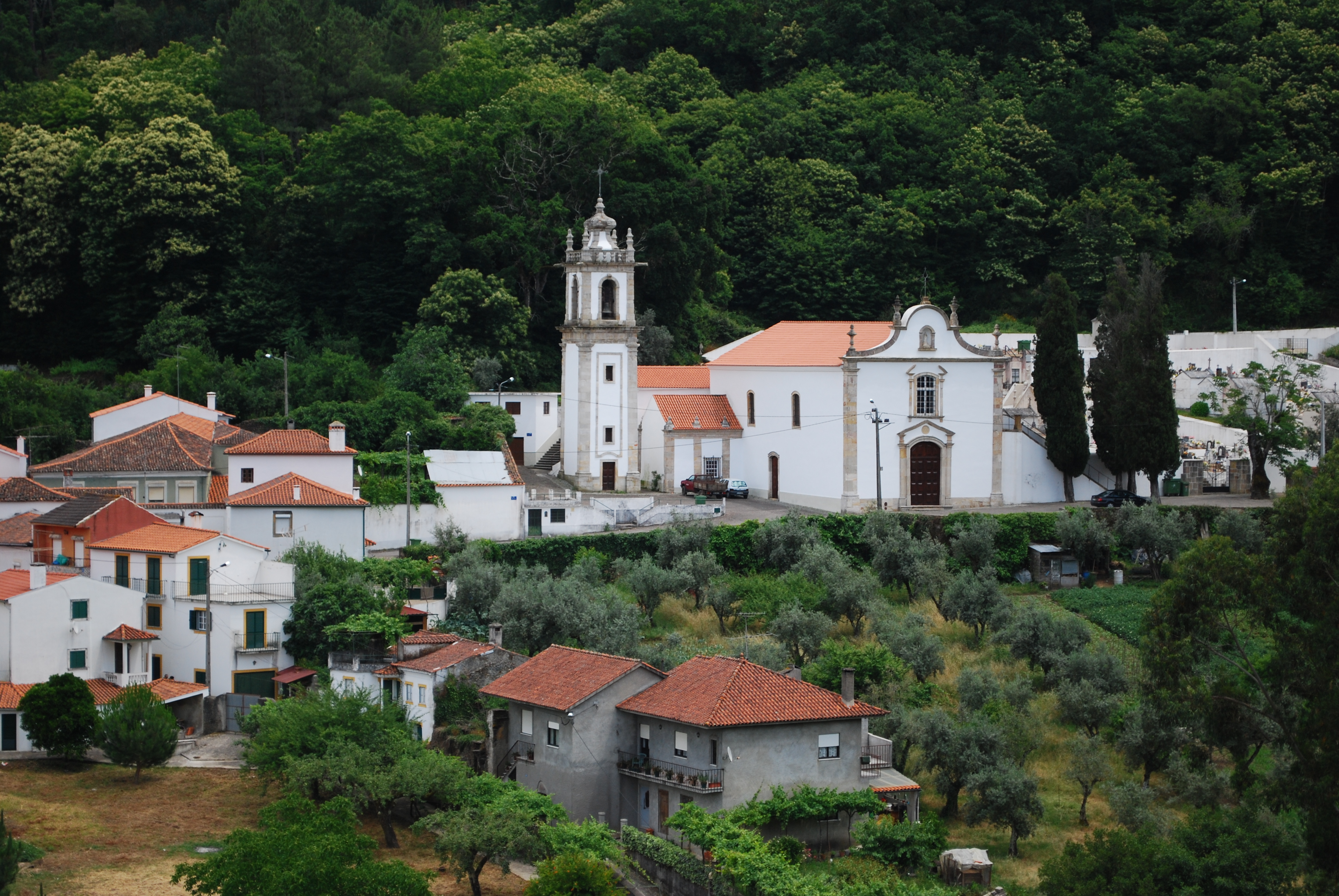

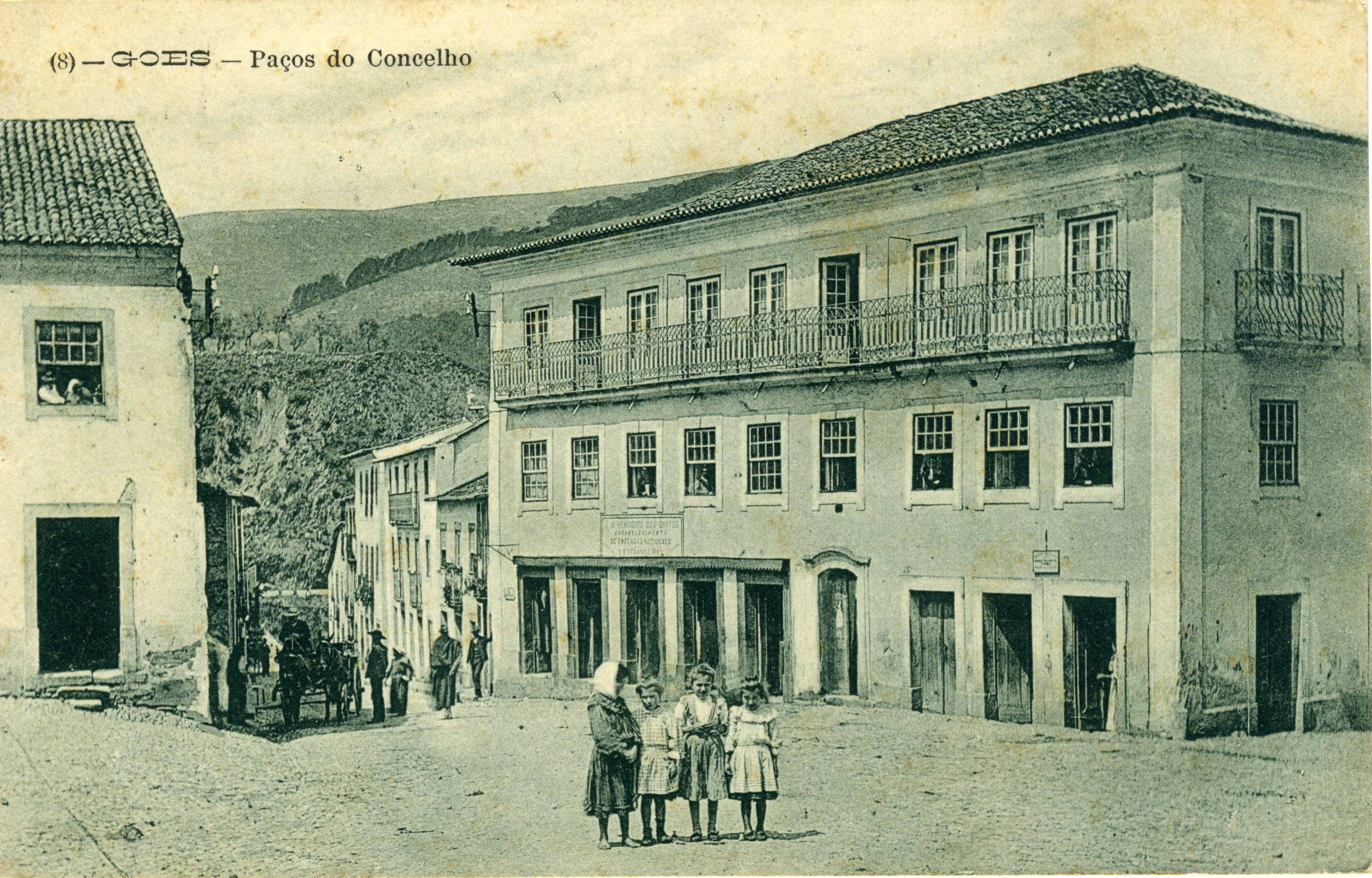

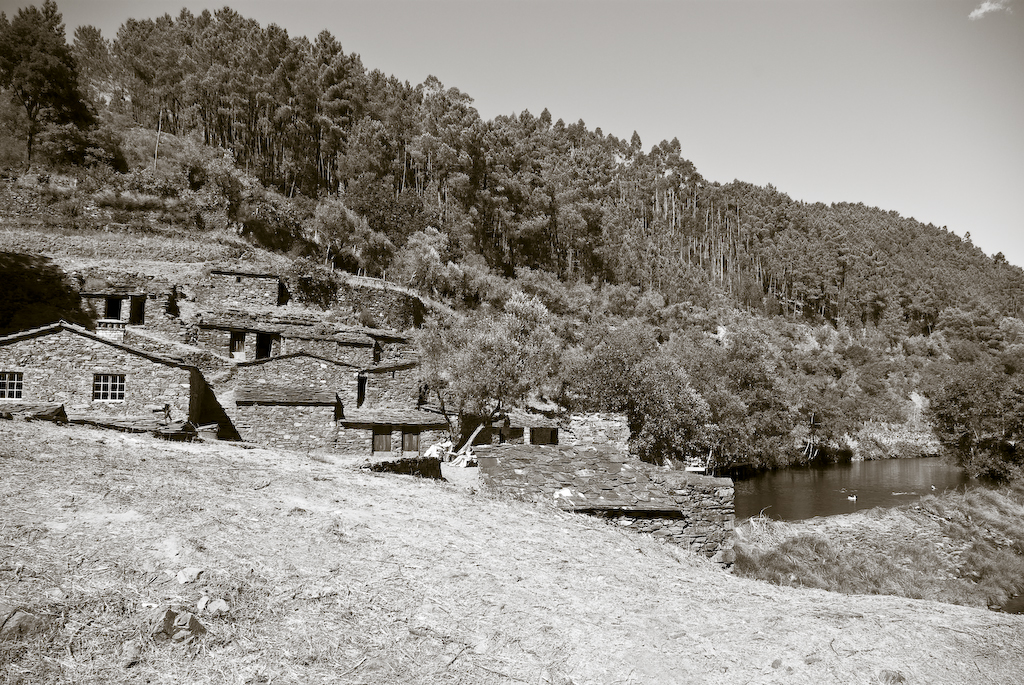

戈伊什（葡萄牙語：Góis），是葡萄牙的城鎮，位於該國中部，由科英布拉區負責管轄，始建於1516年，面積263.3平方公里，2011年人口4,260，該城鎮人口密度每平方公里16.18人。